# أنطونيو بيلو
أنطونيو بيلو (بالإيطالية: Antonio Bello)‏ هو مشاهير ورئيس أساقفة وقسيس إيطالي، ولد في 18 مارس 1935 في أليسانو في إيطاليا، وتوفي في 20 أبريل 1993 في مولفتا في إيطاليا بسبب سرطان المعدة.